# Simbräken
Simbräken (Salvinia natans) är en ormbunksväxt som växer flytande vid vattenytan i lugna och solbelysta vattendrag. Den förekommer i mellersta Europa, Indien och delar av östra Asien inklusive Japan. Vildväxande är den en mindre allmän art. Simbräken odlas även som prydnadsväxt i trädgårdsdammar eller fiskdammar. Den kan även användas som prydnad i glasskålar och akvarier inomhus.

## Beskrivning
Simbräken har två olika sorters blad, dels flytblad vid vattenytan som håller den flytande och dels finflikiga undervattensblad som hänger nedåt från stammen i vattnet. Flytbladen är ovala och gröna då de innehåller klorofyll för fotosyntes. Små luftfyllda håligheter i bladen ger flytförmåga och flytbladens över och undersida är även fint håriga, något som gör dem vattenavstötande. Undervattensbladen innehåller inget klorofyll och liknar mer rötter än blad. På undervattensbladen finns det blåsliknande bildningar och inuti dessa finns ormbunksväxtens sporgömmen. Några riktiga rötter finns inte.